# Caponina alegre
Caponina alegre là một loài nhện trong họ Caponiidae.
Loài này thuộc chi Caponina. Caponina alegre được Norman I. Platnick miêu tả năm 1994.